# Shafter Lake
Shafter Lake è una città fantasma degli Stati Uniti d'America, nello stato del Texas, nella Contea di Andrews, localizzata a quattro miglia ad ovest della U.S. Route 385 sulle rive di un grande lago prosiugato, che prende appunto il nome di Shafter Lake. 

## Declino
Un feud intercomunale si sviluppò tra Shafter Lake e il vicino Andrews per il riconoscimento di capoluogo. Nel mese di giugno si tenne una controversa elezione. Alcune controversie che circondarono essa furono gli sforzi di entrambe le città di comprare i voti delle persone aventi diritto. L'elezione alla fine diede ragione solo per un soffio ad Andrews.
Dopo la sconfitta, la città declinò rapidamente. Nel 1912 la maggior parte dei residenti di Shafter Lake si era trasferito ad Andrews. Nel 1980 rimase solo un cimitero fatiscente. Le sue dodici tombe e una costruzione originale sono tutto ciò che rimane della vecchia città.

## Geografia
La città fantasma è situata a quattro miglia ad ovest della U.S. Route 385, nella parte centro-settentrionale della contea di Andrews.